# Carambole (biljard)

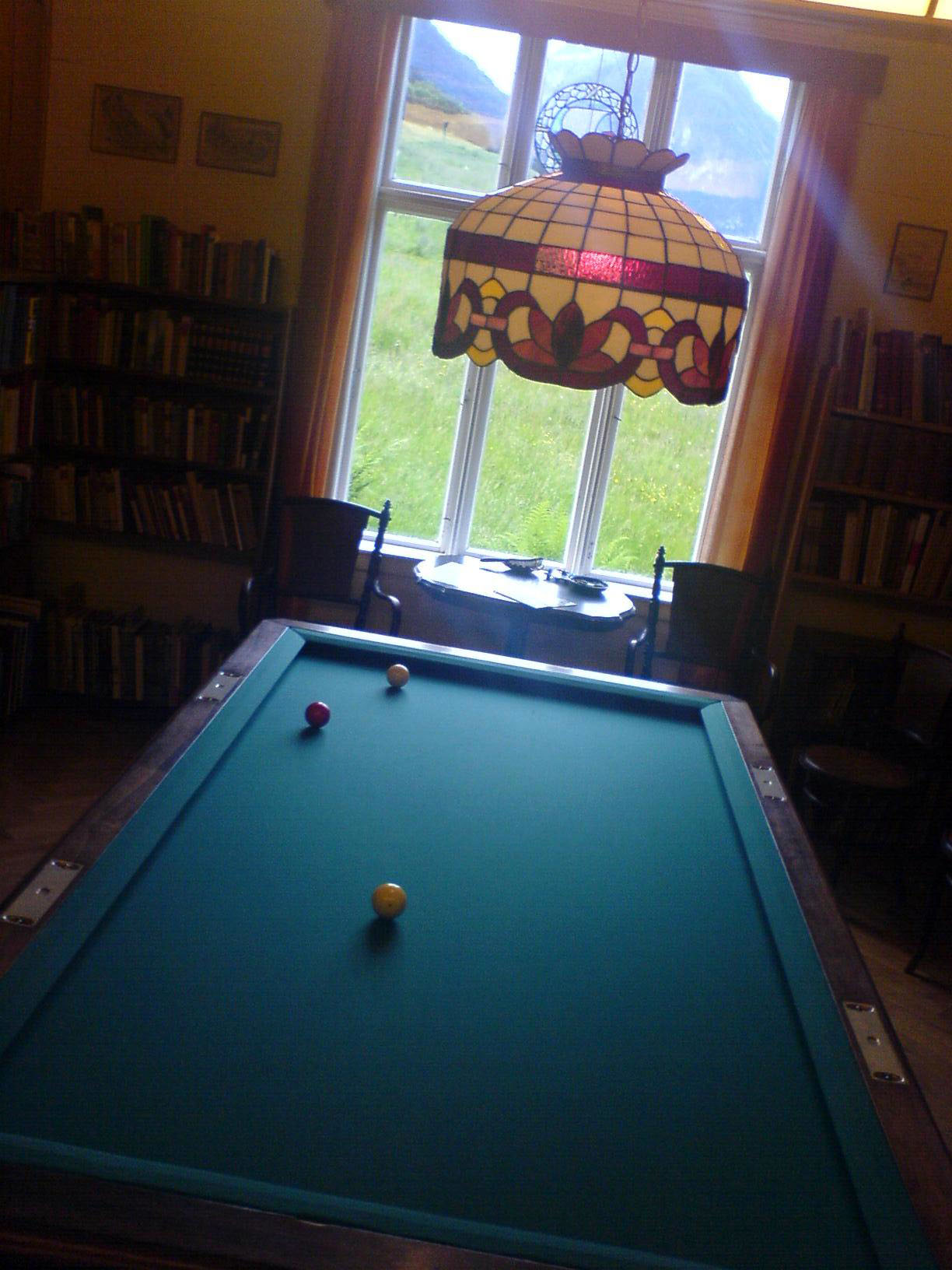
Carambolebord på Mundal Hotel i Fjærland, Norge.

Carambole, eller karamboll, är en form av biljard som spelas av två spelare på ett biljardbord som saknar hål. Den mest spelade varianten är trevallars carambole (3-Cushion) där spelaren med sin spelboll skall träffa de båda andra bollarna. Under stöten skall bollen även ha träffat minst tre vallar – kanterna på biljardbordet – innan spelbollen träffar den sista bollen. Ordningsföljden är oväsentlig, man får träffa vilken boll man vill först, och även träffa vallen/vallarna före eller efter första bollträffen.

## Regler
Man får 1 poäng för varje korrekt stöt och får då fortsätta att spela; misslyckas man övergår stöten till motspelaren. Minuspoäng förekommer inte. Det finns regler för hopp- och masséstötar. Man vinner en match genom att uppnå ett i förväg bestämt antal poäng, ofta runt 40. Setspel till 15 är också vanligt.

## Materiel
Carambole spelas på ett bord utan hål. Bordet mäter oftast 10×5 fot. Större eller mindre bord finns, men ett korrekt carambolebord skall till sin proportion alltid vara två gånger så långt som brett. Borden är också ofta uppvärmda för att minska friktionen mellan boll och matta.
Carambole spelas med speciella bollar som är lite större och därmed tyngre än vanliga biljardbollar. Man använder tre bollar i carambole: en vit och en gul boll – som respektive spelare har som sin spelboll – samt en röd, som alltid är neutral.
De svenska spelarna Torbjörn Blomdahl och Michael Nilsson har tillsammans vunnit VM för lag vid flera tillfällen. Torbjörn har dessutom vunnit nämnda tävling tillsammans med sin pappa Lennart.

## Etymologi
Namnet carambole (ibland försvenskat som karamboll) kommer från franskans ord med samma stavning. Det i sin tur stammar från spanskans carambola med betydelsen 'boll'. Ursprungligen kommer ordet från malajiska karambil, med betydelsen '(klotformad) röd frukt från karambolaträdet'. Ordet har även givit upphov till verbet karambolera ('träffa dessängbollen') och substantivet karambolage ('poänggivande träff av dessängboll').